# Produzione
La produzione, in economia, è l'insieme delle operazioni attraverso cui beni e risorse primarie (es. materie prime) vengono trasformati o modificati, con l'impiego di risorse materiali (es. macchine) e immateriali (ad es. energia e lavoro umano), in beni e prodotti finali a valore aggiunto in modo da renderli utili o più utili cioè idonei a soddisfare, in seguito alla loro distribuzione sul mercato, la domanda e il consumo da parte dei consumatori finali.
La definizione è applicabile pressoché a qualunque attività umana e non, in qualunque disciplina, anche non tecnica. A causa della generalità della sua definizione, il termine "produzione" assume sfumature diverse a seconda del tipo di risorse trattate, dei risultati ottenuti, e del contesto in cui è utilizzata. A livello macroeconomico al livello di produzione, che rappresenta l'offerta, è collegato il livello di consumo o domanda ed livello di occupazione. Produzione e consumo tendono all'equilibrio in risposta all'equilibrio tra domanda e offerta.
Il costo di produzione indica invece la somma del costo relativo ai fattori impiegati nella produzione di un bene economico.
La produzione è sottoposta al controllo della sua qualità.

## Descrizione
L'obiettivo della produzione è quello di creare un prodotto che diventi un bene o un servizio per il mercato del consumo o per un'azienda o ente committente. Spesso con il termine "produzione" si allude alla quantità ed al costo (ad esempio: numero dei pezzi, tonnellate, fatturato). In realtà il termine "produzione" fa riferimento anche alla qualità del prodotto, che è un parametro fondamentale nella scelta da parte del cliente di un prodotto, un bene, un servizio o un fornitore. I costi variabili sono quelli sostenuti per l'acquisizione dei fattori produttivi che vengono interamente utilizzati e trasformati nella produzione (energia). I costi fissi sono sostenuti per l'acquisizione dei fattori produttivi che danno la loro utilità per più processi produttivi, quindi che si deteriorano gradualmente (macchinari ed immobili). La produzione è una delle funzioni essenziali di qualsiasi organizzazione, sia essa un'impresa privata o una istituzione pubblica. Questo non significa che sia più importante di altre funzioni quali le vendite, il marketing, la contabilità o la finanza. Produrre è sinonimo di fare quindi se un'organizzazione fa, allora produce.
Bisogna in proposito ricordare il significato di due aggettivi derivati da produzione e di uso pressoché universale:
- produttivo, positivo, nel senso più ampio che fa e fa bene. Da cui anche produttività.
- improduttivo, negativo, nel senso che non fa o fa male quello che dovrebbe fare. Da cui anche improduttività.

Fissato questo concetto va subito detto che la funzione di produzione non può esistere da sola.
Vi sono altre tre funzioni fondamentali che si occupano, rispettivamente:
- della gestione della domanda,
- della progettazione
- delle risorse finanziarie

Queste, insieme alla produzione, sono presenti in qualsiasi organizzazione, sia privata che pubblica, sia che produca beni o servizi. Altri aspetti tipici della produzione sono:
- in passato assorbiva la gran parte delle risorse umane (anche dette manodopera) disponibili. Questo è ancora vero soprattutto nelle società di servizi
- oggi (come in passato) impegna la gran parte di macchine e strumenti in dotazione all'organizzazione
- impiega la gran parte delle conoscenze tecniche disponibili all'interno dell'organizzazione.
- impiega la gran parte delle innovazioni tecnologiche disponibili sul mercato
- stimola, promuove, ricerca, le innovazioni tecnologiche

In un'economia globalizzata (e, in particolare, per un Paese povero di risorse come l'Italia), il differenziale competitivo con altri paesi con politiche commerciali più aggressive e con costi di produzione notevolmente più bassi (estremo oriente) dipendono dalla qualità e dall'innovazione tecnologica dei processi produttivi.
Quando si ha una trasformazione materiale del bene si parla di produzione diretta. Si dice indiretta quando avviene il trasferimento dei beni nello spazio e nel tempo.

### Le fasi
La produzione in senso economico comprende:
- la trasformazione materiale o fisico-tecnica di beni in altri beni (come nella produzione industriale; ad esempio: dal legno al mobile) e la prestazione di servizi (ad esempio: il trasporto di beni);
- il trasferimento dei beni nello spazio;
- il trasferimento dei beni nel tempo attraverso lo stoccaggio o la conservazione per rendere i beni disponibili per il consumo nel momento più opportuno;
- l'adattamento quantitativo che consiste nel riunire piccole partite di beni o nel frazionare grandi quantitativi di prodotti per soddisfare le esigenze dei consumatori.

### I soggetti coinvolti
La produzione viene attuata da particolari unità economiche dalle imprese, in particolare presso le aziende
I soggetti fondamentali interessati nelle attività di produzione sono:
- il fornitore, che fornisce il bene o servizio;
- il cliente o utente, che riceve il bene o servizio.

Tra questi due soggetti nasce un rapporto diretto o indiretto, esplicito o implicito ma comunque regolamentato.  Il fornitore è tenuto a rispettare obblighi, clausole, prestazioni previste in un contratto, in un capitolato, in una convenzione o nelle carte dei servizi. Nel caso di un mezzo di trasporto pubblico il servizio di trasporto è regolamentato dal biglietto.

## I fattori produttivi
I fattori della produzione che vengono utilizzati nell'attività di produzione dei beni sono suddivisi in quattro categorie:
- risorse naturali;
- lavoro;
- capitale;
- energia.

### Le risorse naturali
Sono costituite dall'insieme dei beni disponibili come tali in natura. Alcune di queste risorse si riproducono ciclicamente senza l'intervento dell'uomo e possono esaurirsi solo se il loro utilizzo non tiene conto di questi cicli naturali.
Altre non sono riproducibili e quindi si dicono esauribili. La ricerca scientifica punta oggi sulla ricerca di nuove fonti energetiche e sulla scoperta di nuovi metodi per sfruttarle che siano più economici e che preservino l'ambiente.

### Il lavoro
Il lavoro è l'attività umana, fisica ed intellettuale, svolta a fini produttivi. Il lavoro si dice dipendente quando è svolto in modo subordinato e alle dipendenze di un'altra persona. Il lavoro si dice autonomo quando è svolto senza vincoli di subordinazione.

### Il capitale
Il capitale è l'insieme dei beni che vengono impiegati nella produzione. I beni che vengono utilizzati una sola volta costituiscono il capitale circolante, mentre i beni utilizzati in modo durevole costituiscono il capitale fisso.
Spesso il capitale è riconducibile al bilancio dell'impresa: la parte attiva (denaro, sostanza fissa, materiale diverso, scorte, ecc.) e la parte del finanziamento passivo (capitale di terzi a breve termine: fornitori di merce e materiali, debiti o prestiti a breve termine / capitale di terzi a lungo termine: debiti ipotecari, debiti obbligazionari, prestiti a lungo termine / capitale proprio: capitale azionario).

### Energia
È il fattore di produzione che spesso non viene considerato. È il fattore di produzione, spesso naturale (per questo sovente questo fattore non viene scisso dal fattore delle risorse naturali) che è utilizzato per il funzionamento dei macchinari e dei beni di produzione. La sua caratteristica è sicuramente che può essere a carattere naturale (v. primo fattore di produzione analizzato) o prodotto dall'uomo tramite l'utilizzo del fattore naturale.

## Oggetto

### Beni e servizi
I beni e i servizi rappresentano entrambi il risultato di un'attività di produzione.
I concetti di bene e servizio si differenziano tra loro in quanto:
- i servizi sono consumati nel corso dell'attività di produzione e terminano con essa;
- i beni possono essere trasformati in altri beni;
- nei servizi può essere il cliente ad essere trasformato (basti pensare a servizi di formazione).

Nonostante le differenze, i beni e i servizi richiedono per la loro produzione una gestione con molti punti in comune:
- possono essere prodotti in piccoli o grandi volumi, in serie o personalizzati;
- implicano l'acquisto di materiali, strumenti, servizi;
- possono essere forniti su richiesta o previsti in anticipo;
- richiedono una progettazione, sia del prodotto/servizio, che del processo per creare il prodotto o erogare il servizio;
- possono essere venduti per ricavare un profitto o elargiti in nome di una qualsiasi missione sociale;
- sono creati seguendo una strategia di produzione combinata con una strategia commerciale.

### Bene più servizio
Tranne alcuni casi, l'attività di produzione fornisce "un qualcosa" che non è bene puro o servizio puro, ma un mix di entrambi, in proporzioni che tendono più o meno lentamente a spostarsi verso il servizio.
- Il cliente che va nei campi, sceglie un cespo di insalata, lo spianta e paga il contadino, compra un bene puro.
- Un cliente che va al supermercato e prende un cespo di insalata compra (e paga) anche una serie non indifferente di servizi, dal contadino che spianta per lui il cespo, fino all'impiegato del supermercato che lo mette in bella mostra sullo scaffale.

Le regole di mercato insegnano che più il bene è indifferenziato (rispetto ad altri della stessa categoria), più è importante il servizio che lo riveste, per battere la concorrenza.
I beni e i servizi possono essere classificati in:
- tangibile o intangibile (conoscenze o idee) o una combinazione di entrambi;
- intenzionale (fatto per essere offerto ai clienti) o non intenzionale (con effetti non voluti, come ad esempio gas o liquidi inquinanti).

### Prodotti e beni
Il prodotto è in stretta relazione con il processo di trasformazione che lo ha creato, costruito, fatto.
Ad esempio:
- L'automobile è il prodotto delle attività di fabbricazione automobilistica.
- Il pane è il prodotto del processo di panificazione.

Il bene è invece in relazione con il soggetto o l'ambito che ne ha il possesso, lo usa, o presso il quale risiede o semplicemente esiste.
Ad esempio:
- L'automobile è uno dei beni durevoli più costosi per le famiglie italiane.
- Il pane è uno dei beni di consumo più acquistati dalle famiglie italiane.
- L'acqua è un bene materiale che dovrebbe essere disponibile in uguale misura per tutto il genere umano.

In altri termini, finché l'automobile resta presso il fabbricante è un prodotto; una volta consegnata al cliente diventa un bene posseduto da quest'ultimo. Lo stesso vale per il pane, che passa dal panificio al consumatore. L'acqua, come la sabbia, il carbone, il petrolio grezzo e tutte le materie prime esistenti in natura, è già un bene materiale, in quanto il processo di trasformazione che l'ha generata è lontano nel tempo e nello spazio.

## Il valore aggiunto
La locuzione di valore aggiunto associata alle attività di produzione sottolinea il fatto che il risultato della produzione ha maggior valore delle risorse utilizzate per produrlo, e sottintende che l'attività di produzione è (o dovrebbe essere) remunerativa. Il valore, naturalmente, è quello del momento, dettato sia dal mercato che dai costi delle risorse utilizzate. Si pensi ad un manufatto in legno. In un ambiente pieno di foreste o boschi la materia prima è lì, in quantità quasi illimitata, basta tagliarla e lavorarla; non costa nulla.
Diverso è quando si iniziano a produrre milioni di pezzi, e magari un incendio (naturale) ha causato una drammatica deforestazione o disboscamento. A quel punto sarà impossibile ottenere un valore aggiunto e bisognerà cambiare materia prima o ridurre drasticamente la produzione e orientarla verso prodotti destinati ad una clientela elitaria disposta a pagarli a peso d'oro. Il termine valore aggiunto si è diffuso ben al di là dell'ambito industriale ed oggi si utilizza molto anche nei servizi e in opere dell'intelletto, per indicare, ad esempio conoscenze o idee immesse in un servizio, che rendono il servizio stesso più remunerativo o più gradito al cliente.
Non va dimenticato, peraltro, che il valore aggiunto è la base imponibile per la determinazione dell'IVA, ossia Imposta sul Valore Aggiunto.

## Esempi
Alcuni esempi pratici di produzione sono i seguenti:
- alle poste gli addetti allo smistamento svolgono la loro attività produttiva raccogliendo, ordinando, distribuendo la posta;
- il medico di famiglia svolge la sua attività produttiva visitando i pazienti in ambulatorio;
- l'insegnante svolge la sua attività produttiva quando in aula impartisce una lezione;
- il medico veterinario si occupa di salvaguardare la salubrità, l'igiene e la qualità dei prodotti di origine animale;
- l'operaio metalmeccanico svolge la sua attività produttiva quando tornisce un pezzo.

## Produzione nei vari ambiti
- Produzione cinematografica
- Produzione industriale
- Produzione di energia elettrica
- Produzione di energia elettrica in Italia
- Produzione biologica di idrogeno
- Produzione del biodiesel
- Produzione di merci a mezzo di merci
- Produzione di software
- Produzione seriale
- Produzione standardizzata
- Produttività